# El Barrote
El Barrote är en ort i Mexiko.   Den ligger i kommunen San Luis Río Colorado och delstaten Sonora, i den nordvästra delen av landet, 2 100 km nordväst om huvudstaden Mexico City. El Barrote ligger 21 meter över havet och antalet invånare är 286.
Terrängen runt El Barrote är mycket platt. Runt El Barrote är det glesbefolkat, med 19 invånare per kvadratkilometer. Närmaste större samhälle är San Luis Río Colorado, 18,2 km nordost om El Barrote. Trakten runt El Barrote består till största delen av jordbruksmark.